# Законодательное собрание Калужской области
Законодательное собрание Калужской области является представительным и единственным законодательным органом государственной власти Калужской области. Законодательное Собрание Калужской области является постоянно действующим органом государственной власти Калужской области.

## Фракции
В Законодательном собрании 6 фракций:
| Фракция                                                    | Руководитель                          | Кол-во депутатов |
| ---------------------------------------------------------- | ------------------------------------- | ---------------- |
| Единая Россия                                              | Геннадий Станиславович Новосельцев    | 29               |
| Коммунистическая партия Российской Федерации               | Николай Иванович Яшкин                | 3                |
| ЛДПР                                                       | Дмитрий Дмитриевич Лозенко            | 2                |
| Новые люди                                                 | Дмитрий Викторович Зубов              | 2                |
| Российская партия пенсионеров за социальную справедливость | Наталья Васильевна Терехова           | 1                |
| Справедливая Россия                                        | Александр Петрович Бычков (2020—2023) | 3                |

## Комитеты и комиссии
В Законодательном собрании 6 комитетов и комиссий:
- Комитет по агропромышленному комплексу
- Комитет по бюджету, финансам и налогам
- Комитет по государственному управлению и местному самоуправлению
- Комитет по законодательству
- Комитет по социальной политике
- Комитет по экономической политике
- Счетная комиссия
- Комиссия по контролю и депутатской этике
- Комиссия по контролю за достоверностью сведений о доходах, об имуществе и обязательствах имущественного характера, представляемых депутатами Законодательного Собрания Калужской области
- Комиссия по экологии и транспорту
- Комиссия по здравоохранению
- Комиссия по науке и технологиям

## Представитель в Совете Федерации
- Савин Александр Александрович — с 24 сентября 2020 года

## Созывы Законодательного собрания Калужской области

### VII созыв Законодательного собрания
Выборы проводились 11-13 сентября 2020 года
Выборы по партийным спискам:
- «Единая Россия» — 42,44 % (10 депутатских мандатов);
- «КПРФ» — 12,9 % (3 мандата);
- «ЛДПР» — 8,6 % (2 мандата);
- «Новые люди» — 8,08 % (2 мандата);
- «Справедливая Россия» — 8,01 % (2 мандата);
- «Российская партия пенсионеров за социальную справедливость» — 7,85 % (1 мандат).
- Остальные партии не преодолели пятипроцентный барьер.

Председателем Законодательного Собрания Калужской области седьмого созыва избран Геннадий Станиславович Новосельцев.
Срок полномочий избранных депутатов — пять лет.

### VI созыв Законодательного собрания
Выборы состоялись 13 сентября 2015 года и проводились по смешанной системе: 20 мандатов распределялись по партийным спискам, ещё 20 — по одномандатным округам.
Выборы по партийным спискам:
- «Единая Россия» — 56,99 % (14 мандатов)
- ЛДПР — 10,5 % (2 мандата)
- Коммунистическая партия Российской Федерации — 9,79 % голосов (2 мандата)
- «Справедливая Россия» — 7,68 % (2)
- «Коммунисты России» — 3,5 % (не прошла)
- «Патриоты России» — 1,98 % (не прошла)
- «Яблоко» — 1,61 % (не прошла)
- Коммунистическая партия социальной справедливости — 1,32 % (не прошла)
- «Правое дело» — 1,23 % (не прошла)
- Демократическая партия России — 0,66 % (не прошла)

Выборы по одномандатным округам:
- «Единая Россия» — 17 мандатов
- ЛДПР — 2 мандата
- «Справедливая Россия» — 1 мандат

Председателем Законодательного Собрания Калужской области в 2015—2016 годах был Николай Викторович Любимов, который сложил с себя полномочия 23 сентября 2016 года в связи с избранием депутатом Государственной Думы Российской Федерации VII созыва по федеральному списку от партии «Единая Россия». С 23 сентября по 30 ноября 2016 года должность оставалась вакантной. 1 декабря 2016 года Председателем Законодательного Собрания Калужской области избран депутат от Единой России Виктор Николаевич Гриб, занимавший этот пост до своей кончины 9 апреля 2017 года. С 9 апреля 2017 по 18 мая 2017 года должность оставалась вакантной. 18 мая 2017 года Председателем Законодательного Собрания Калужской области вновь избран Виктор Сергеевич Бабурин.
Срок полномочий избранных депутатов — пять лет.

### V созыв Законодательного собрания
Выборы состоялись 14 марта 2010 года. Явка в Калужской области составила порядка 40 %. Победу на выборах одержала партия «Единая Россия», получившая 53,45 % голосов избирателей. Это позволило «Единой России» получить 22 мандата в региональный парламент.
- «Единая Россия» — 53,45 % (22 мандата)
- Коммунистическая партия Российской Федерации — 21,17 % голосов (9 мандатов)
- «Справедливая Россия» — 11,2 % (4 мандата)
- ЛДПР — 11,93 % (5 мандатов)
- «Патриоты России» — 1,86 % (не прошла)

Председателем Законодательного собрания Калужской области избран Виктор Сергеевич Бабурин.
Срок полномочий избранных депутатов — пять лет.

### IV созыв Законодательного собрания
Выборы состоялись 14 ноября 2004 года и впервые проводились по смешанной системе: 20 мандатов распределялись по партийным спискам, ещё 20 — по одномандатным округам.
Победу на выборах по партийным спискам одержала «Единая Россия», получившая 40 % голосов избирателей (10 партийных мандатов). Она также выиграла выборы в 12 одномандатных округах и имела в Законодательном собрании области большинство голосов (22 из 40). «Союз правых сил» смог провести в законодательное собрание четырёх одномандатников, что позволило ему сформировать собственную фракцию.
- «Единая Россия» — 40 % (10 мандатов)
- Коммунистическая партия Российской Федерации — 13,4 % голосов (3 мандата)
- «Родина» — 11,2 % (3 мандата)
- ЛДПР — 9,9 % (2 мандата)
- «Яблоко» — 6,3 % (2 мандата)
- Аграрная партия — 4,7 % (не прошла)

Председателем Законодательного Собрания Калужской области избран Павел Фёдорович Каменский.
Срок полномочий избранных депутатов — 5 лет.

### III созыв Законодательного собрания
Выборы состоялись 12 ноября 2000 года и проводились по мажоритарной системе. 40 мандатов распределялись по одномандатным округам.
Председателем Законодательного собрания Калужской области избран Виктор Михайлович Колесников. Однако, после изменения принципа формирования Совета Федерации Колесников был избран представителем Законодательного собрания региона в верхней палате российского парламента на постоянной основе с 4 марта 2001 года. В связи с этим с марта 2001 года председателем Законодательного собрания стал Валерий Иванович Крестьянинов.
Срок полномочий избранных депутатов — четыре года.

### II созыв Законодательного собрания
Выборы проводились в августе — октябре 1996 года по мажоритарной системе. 40 мандатов распределялись по одномандатным округам.
Председателем Законодательного собрания Калужской области избран Виктор Михайлович Колесников.
Срок полномочий избранных депутатов — четыре года.

### I созыв Законодательного собрания
Первые выборы в Законодательное собрание Калужской области состоялись 27 марта 1994 года и были проведены на основании решения Калужского областного Совета народных депутатов «О выборах в представительный (законодательный) орган государственной власти Калужской области», принятого 20 января 1994 года.
Выборы проводились по мажоритарной системе. 27 мандатов распределялись по одномандатным округам.
Председателем Законодательного собрания Калужской области избран Валерий Васильевич Сударенков.
Срок полномочий избранных депутатов — два года.